# 나비꽃
나비꽃(영어: butterfly flower, fringe flower 또는 poor-man's-orchid, 학명: Schizanthus pinnatus 스키잔투스 핀나투스[*])은 가지과의 한해살이 또는 두해살이 초본식물이다. 원산지는 칠레이며, 아프리카와 북아메리카의 일부 지역에도 귀화해 자생한다.